# Qianlong
Qianlong (27 september 1711 – 7 februari 1799) was van 1735 tot 1796 keizer van China. Hij was de vijfde keizer van de  Qing-dynastie en de vierde van de dynastie die over China regeerde. Hij trad in februari 1796 af omdat hij uit respect voor zijn grootvader Kangxi, die 61 jaar had geregeerd,  niet langer dan hij wilde regeren. Qianlong werd opgevolgd door zijn vijftiende  zoon Jiaqing (1760–1820). Feitelijk behield Qianlong tot zijn overlijden in 1799 de werkelijke macht.
Tijdens zijn regeerperiode bereikte het rijk de grootste omvang ooit en nam de bevolking toe van ongeveer 220.000.000 naar 300.000.000 mensen. Qianlong versterkte de positie van het Chinese protectoraat over Tibet en verstevigde de controle over Mongolië  dat sinds eind zeventiende eeuw deel uitmaakte van het rijk. Al 2000 jaar waren invasies in China  uit het gebied van de noordelijke en westelijke steppen gekomen. Die bedreiging was nu definitief voorbij. Het rijk van Qianlong had een veel meer multi-etnisch karakter dan dat van welke keizer voor hem ook. Qianlong moest dan ook ten opzichte van verschillende bevolkingsgroepen – Mantsjoes, Han-Chinezen, Tibetanen en Mongolen – zijn rol en identiteit op een andere wijze invullen.
In grote delen van China was de gemiddelde levensstandaard tijdens het grootste deel van de  periode van Qianlong  hoger  dan in West-Europa. Dat wordt onder meer afgeleid uit cijfers van consumptie van op zich niet essentiële zaken als bijvoorbeeld suiker dat in China per hoofd van de bevolking aanzienlijk hoger was. Het is echter ook  onomstreden dat al in de laatste decennia van zijn periode  grote spanningen en duidelijke signalen van falen van het systeem waarneembaar zijn.

## Jeugd

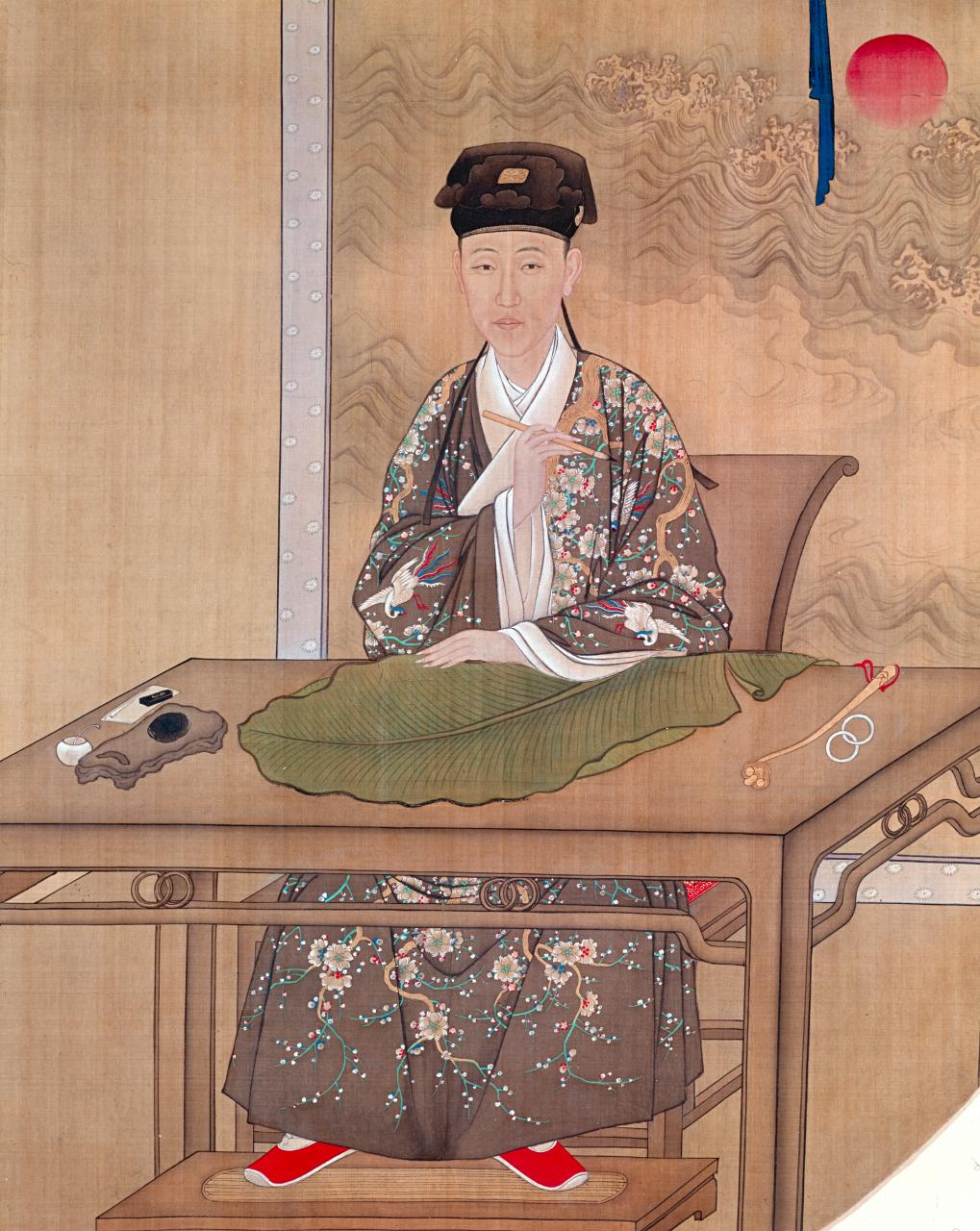
Hongli oefent het kalligraferen

Qianlong werd geboren als Hongli, de vierde zoon van keizer Yongzheng (1678–1735) die zelf de vierde zoon was van Kangxi (1654–1722). Hongli was de favoriete kleinzoon van Kangxi. Op de leeftijd van tien jaar verbleef hij ruim een jaar in de onmiddellijke nabijheid van zijn grootvader. Een aanzienlijk deel van zijn kindertijd bracht hij door met Changkya Rölpe Dorje (1717–1786), de latere derde Changkya Koetoektoe, de hoogste boeddhistische geestelijke in het gebied dat nu de huidige Chinese provincie Binnen-Mongolië is. Changkya Rölpe Dorje werd de belangrijkste adviseur inzake Mongoolse en Tibetaanse aangelegenheden van Qianlong  en heeft een aantal malen een beslissende invloed op de keizer uitgeoefend.
Na de troonopvolging door zijn vader in 1722 verkreeg Hongli de titel Prins Bao. Voor de troonopvolging van Yongzheng waren er meerdere kandidaten, zoals zijn oudere halfbroer Hongshi en Yinsi, Prins Lian. Ieder van die kandidaten had de steun van te onderscheiden facties aan het hof. Een meerderheid ging er echter al relatief vroeg vanuit dat Hongli de troonopvolger zou worden. Hij werd door zijn vader betrokken bij strategische discussie over militair beleid, leidde inspectietochten naar het zuiden van het land en was regent in die periodes dat zijn vader in de hoofdstad afwezig was.
Yongzheng vermeed de crisissituatie die bij zijn eigen troonsbestijging aan de orde was geweest en had de keus voor zijn vierde zoon gelegitimeerd in een brief die geplaatst was in een verzegelde doos achter de troon. De keus voor Prins Bao werd in de aanwezigheid van de belangrijkste functionarissen aan het hof na zijn overlijden in 1735 voorgelezen; Prins Bao werd de vierde keizer van China van de Qing-dynastie.
Het was al sinds de Han-dynastie (260 v. Chr. – 220 n. Chr.) gebruikelijk dat Chinese keizers een nianhao, een jaartitel gaven aan hun regeerperiode. Die kon beschouwd worden als een soort motto voor het door hen na te streven doel. Prins Boa, toen vijfentwintig jaar oud, koos voor de jaartitel Qianlong. Qian  heeft de betekenis van    sterk/hemels en long dat van voorspoed. De naam Qianlong heeft de bedoeling een regeringsperiode aan te duiden die een periode van blijvende voorspoed zou zijn.

## Beleidswijzigingen in de eerste jaren

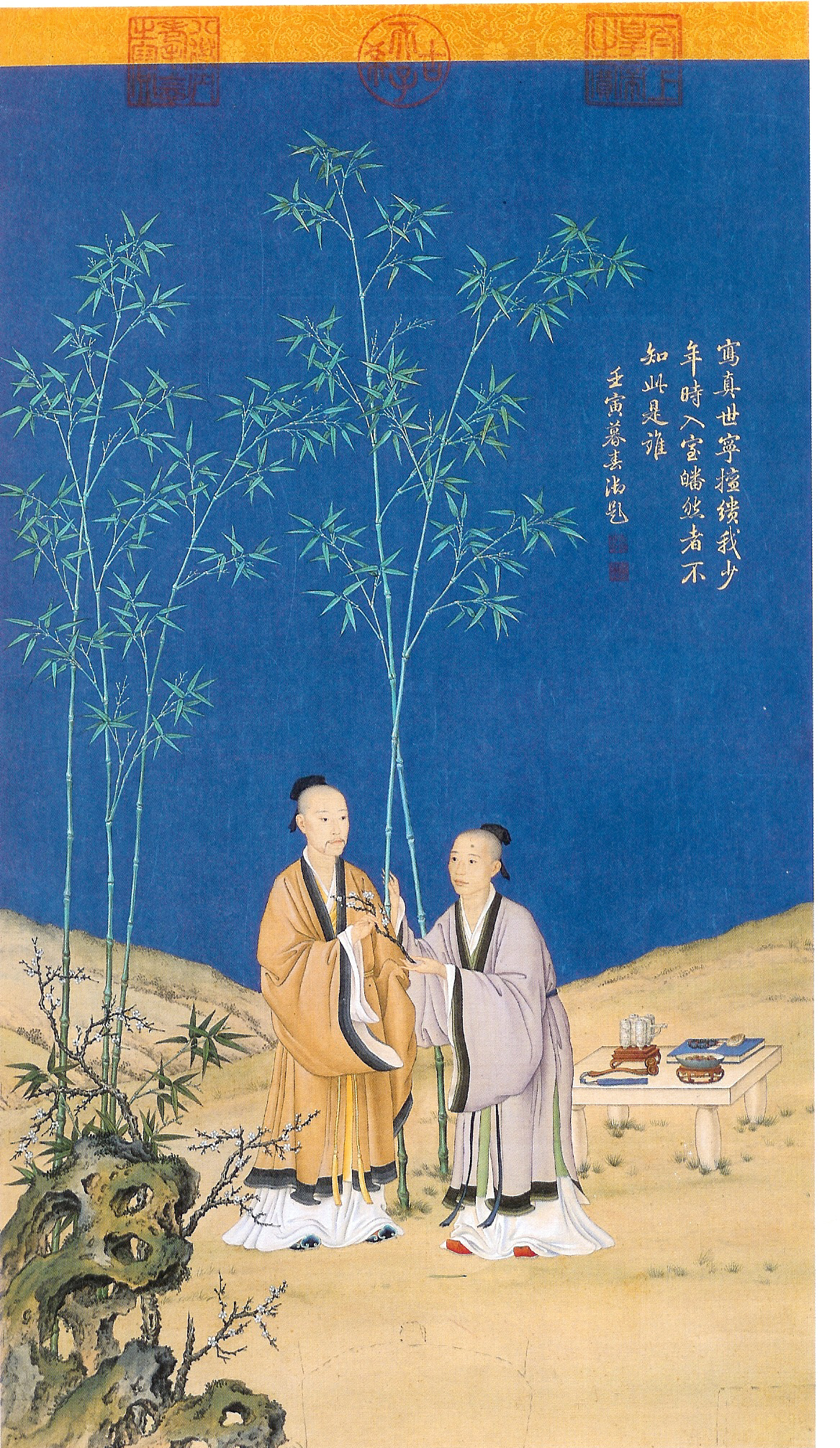
Yongzheng en Prins Bao

Zijn eerste daad was het terugroepen van zijn vroegere mentor uit zijn jeugd, Zu Shi, die de eerste jaren als zijn belangrijkste adviseur functioneerde. Qianlong draaide in de eerste vijftien jaar  van zijn regeerperiode een aantal maatregelen van zijn vader terug. Het fanatieke beleid van zijn vader om steeds meer land tot landbouwgrond te bestemmen werd afgezwakt. Het belangrijkste was dat hij de rol van de staat verminderde. Qianlong was van opvatting dat de rijkdom van een land meer in handen van de inwoners moest zijn. Een aantal belangrijke fiscale maatregelen die zijn vader had genomen om de belastingopbrengst te vergroten maakte hij ongedaan. In de eerste tien jaar van zijn periode voerde hij een serie belastingverlagingen door. In 1745 bij de viering van het tienjarig bestaan van zijn periode voerde hij een gedeeltelijke kwijtschelding van belasting op landbezit door. Het was een uiting van het confuciaanse goedhartige bestuur, dat Qianlong beoogde.
Hij beëindigde hiermee het beleid van zijn vader om een staatsapparaat te creëren dat financieel in staat zou zijn om in economische zin te interveniëren. Deze beslissingen kregen na de periode van Qianlong ernstige consequenties. Het oordeel van de meeste hedendaagse historici is, dat de Chinese bevolking feitelijk te weinig belasting betaalde. Het had tot gevolg dat de staat uiteindelijk in toenemende mate moeilijkheden kreeg doordat het genoegen nam met een steeds kleiner deel van het bruto nationaal product en met het financieren van nieuwe uitdagingen in een economie met soms aanzienlijke inflatie.
De belangrijkste staatkundige innovatie van de Mantsjoes was het oprichten van een kernkabinet geweest, het Strategisch Bureau. Aanvankelijk was het bedoeld als een dagelijks adviesorgaan voor de keizer voor zijn militaire expedities. De Chinese naam junjichu betekent letterlijk Plek voor Militaire Aangelegenheden. Aan het eind van de periode van Yongzheng werd het de plek waar alle belangrijke strategische beleidsbeslissingen voor alle sectoren werden besproken. Het had meestal vijf, zes leden die dagelijks met de keizer bijeenkwamen. De personele samenstelling van het Bureau bestond vrijwel altijd geheel uit Mantsjoes.
Vanaf de periode van Qianlong neemt de invloed en het belang van dit kernkabinet en de staf daarvan steeds toe. Ook Qianlong moest iedere beslissing van groot belang zelf goedkeuren en legitimeren. Qianlong heeft ook enkele malen beslissingen genomen die haaks stonden op de adviezen van zijn adviseurs. Meer in het algemeen geldt toch ook, dat vanaf zijn periode Chinese keizers veel meer dan zijn vader en grootvader onderdeel worden van een proces van collectieve besluitvorming. In de periode van de Late Qing tijdens de negentiende eeuw wist het Strategisch Bureau ook in perioden van zwakke keizers een continuïteit in leiderschap te waarborgen.

## Etniciteit en ideologie

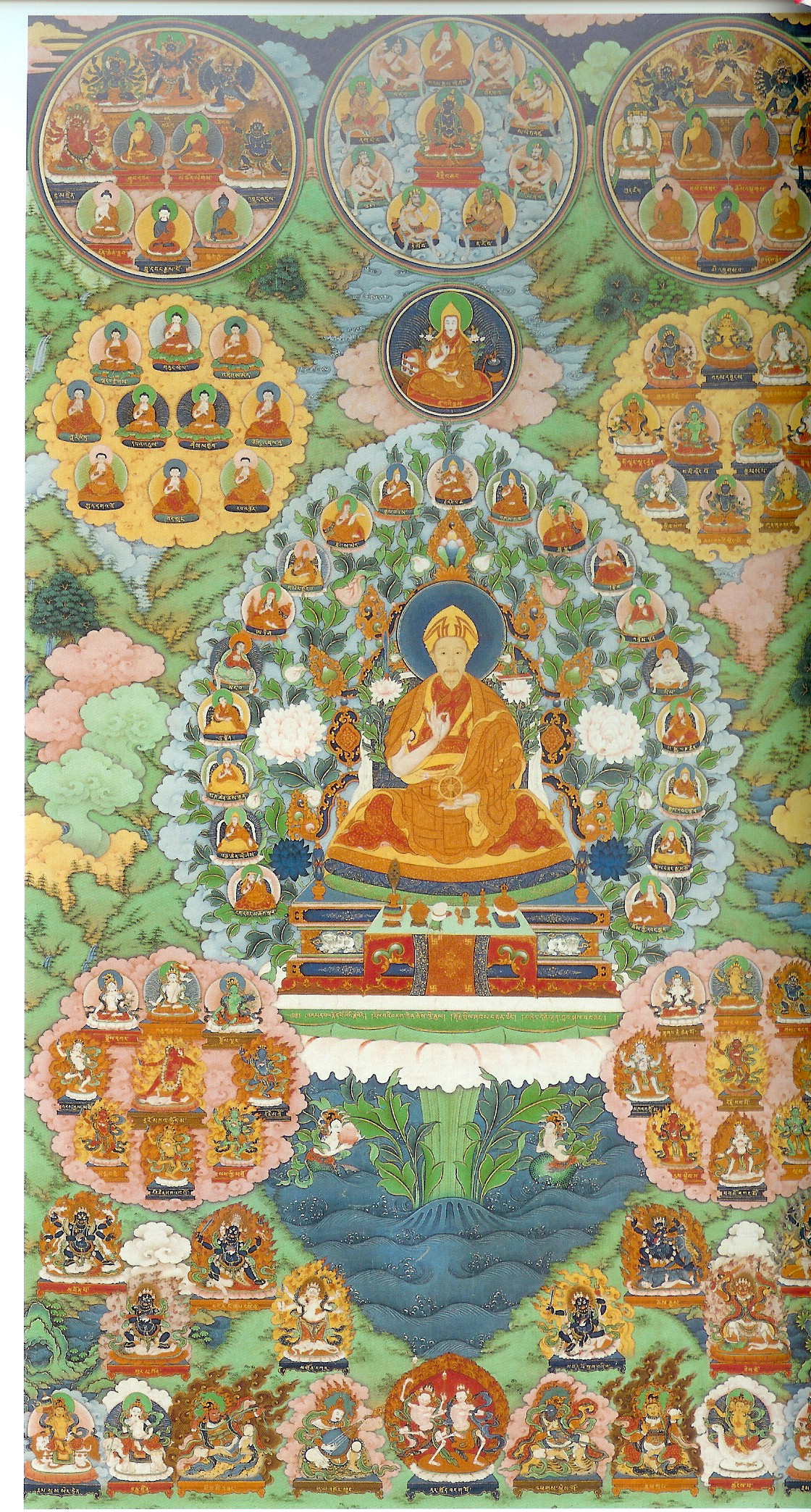
Portret van Qianlong als de bodhisattva Manjushri door Giuseppe Castiglione

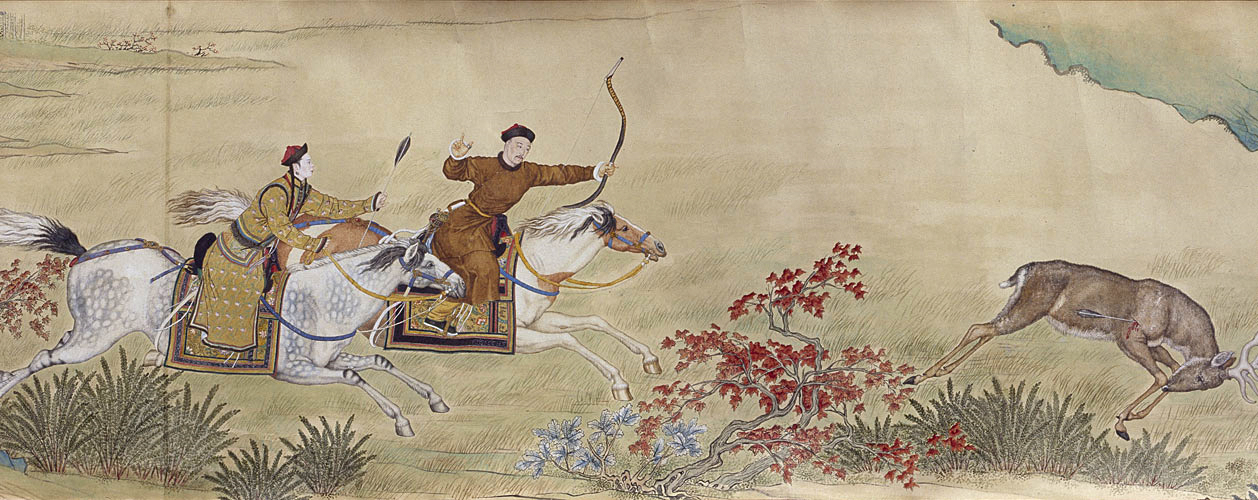
Hier wordt Qianlong afgebeeld als handhaver van een Mantsjoe-traditie; de jacht. Het vendelsysteem van de Mantsjoes had zijn oorsprong in grootschalige meerdaagse drijfjachten

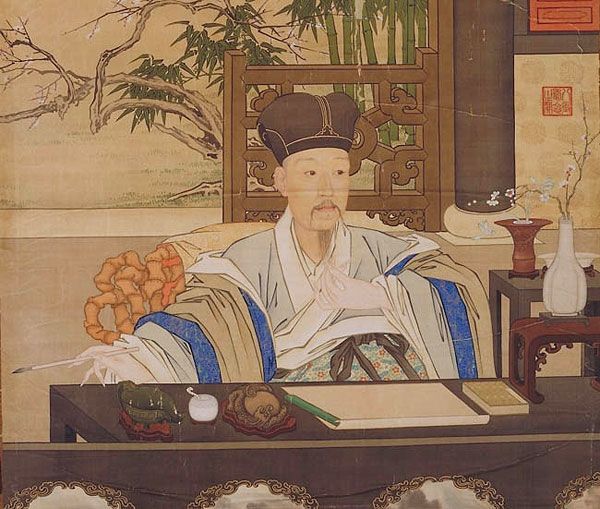
Qianlong geportretteerd als geleerde

De oorsprong van de Mantsjoes lag in Mantsjoerije bij de Aisin Gioro, een van de vele clans die in het gebied leefden. Onder Nurhaci (1559–1626) wist de clan door verovering en allianties de dominante te worden van alle stammen van de Jurchen en overige stammen ten noordoosten van het Chinese rijk. Onder zijn zoon Hong Taiji (1592–1643) kwam de multi-etnische coalitie tot stand die hij in 1635 als Mantsjoes benoemde. In 1636 hernoemde Hong Taiji de naam van de dynastie en gaf die de naam Qing. (Helder).  Personen en groepen in dit deel van het huidige China werden in die periode niet ingedeeld op basis van vermeende etniciteit, maar veel meer op basis van levensstijl, loyaliteit en taal. Han-Chinezen die het gezag van Nurhaci accepteerden, levensstijl en taal overnamen konden onderdeel van de identiteit Jurchen worden. Hetzelfde gold voor Mongolen in de gebieden die in het westen aan Mantsjoerije grensden. Ook transities van Jurchen naar Chinees kwamen voor.
In 1644 veroverden de Mantsjoes Peking. Er werd in de westerse geschiedschrijving tot ongeveer 1970 uitgegaan van de notie dat de Mantsjoes na hun overwinning op de Ming-dynastie net als andere veroveraars van China al spoedig overgingen tot het op een Chinese wijze van regeren voor het legitimeren van hun rol. In die notie waren zij dus snel geciviliseerde Chinezen geworden. De geschiedschrijving van de eenentwintigste eeuw is van opvatting dat zoiets nooit geheel is gebeurd.
Voor de eerste keizers van de Qing-dynastie, Nurhaci en Hong Taiji waren levensstijl en taal bepalend voor de identiteit Mantsjoe. Yongzheng definieerde Mantsjoe nog als een plek van afkomst, een richting zoals het noorden of zuiden. Qianlong nam hier scherp afstand van. Hij beschreef loyaliteit als het hoogste goed met het gevolg dat hij Han-troepen die van de Ming naar de Qing waren overgelopen in feite als verraders beschouwde. Het begrip vendelsoldaat en Mantsjoe werd hiermee in hoge mate identiek. Het zijn van Mantsjoe werd vanaf deze periode voor het eerst vooral op basis van etnische, zelfs raciale factoren bepaald. Die herdefinitie is lange tijd bepalend geweest in latere ook westerse geschiedschrijving. Deze poging van Qianlong tot het scheppen van een veel scherper gedefinieerde Mantsjoe-identiteit had onder het meer geletterde deel van een aantal groepen Han-Chinezen tot gevolg dat ook daar een sterkere etnische identiteit ontstond. Die heeft aanzienlijk bijgedragen tot racistische anti-Mantsjoe gevoelens vanaf het midden van de negentiende eeuw.
Het rijk van Qianlong  had een veel multi-etnischer karakter dan het rijk van welke keizer daarvoor ook. De consequentie was dan ook, dat hij ten opzichte van verschillende bevolkingsgroepen ook verschillende rollen had. Voor de Han moest hij de Zoon van de Hemel en in het bezit van het Hemels Mandaat zijn. Voor de Mongolen was hij de Khan van de Khans en voor de Tibetanen de emanatie van de bodhisattva Manjushri. Dat was een wezenlijk andere rol dan die van de keizers van vorige dynastieën. Qianlong positioneerde zich als de Chakravartin, de universeel heerser die als belichaming van dat multi-etnische rijk het ordenende principe van alle inwoners van het rijk was en de legitimatie van noodzakelijke strengheid en ultieme rechtvaardigheid.
Het is een punt van debat op het vakgebied in hoeverre Qianlong zich in persoonlijke zin wel of niet aangetrokken voelde tot het Tibetaans boeddhisme. Duidelijk is echter dat in zijn beleid godsdienst een instrument was van politieke opportuniteit. De ideologische overtuiging van Qianlong was, dat godsdiensten in wezen instrumenten waren die zich (moeten) richten op de pacificatie van allen die in het (Chinese) Rijk leven.
Als na 1760 het rijk zijn definitieve omvang heeft bereikt gaat Qianlong een beleid voeren ten aanzien van het syncretiseren van met name boeddhistische en Chinese godheden. Guan Yu (overleden 219) was een generaal onder de krijgsheer Liu Bei gedurende de overgangperiode van de Oostelijke Han-dynastie naar de periode van de Drie Koninkrijken. Zijn daden worden beschreven in een roman uit de 14e eeuw, de Roman van de Drie Koninkrijken. Dit is een van de vier klassieke romans van de Chinese literatuur.
Verering van Guan Yu als een oorlogsgod  was er al onder eerdere dynastieën dan die van de Qing. De Mantsjoes hadden echter een zeer grote bewondering voor Guan Yu. De eerste vertaling van de Roman van de Drie Koninkrijken in het Mantsjoe kwam al in 1647 uit. Changkya Rölpe Dorje schreef een Gebed voor Guan Yu. In dit werk syncretiseert hij Guan Yu met de boeddhistische godheden als onder meer Yamantaka. Guan Yu wordt hierin vereerd als de verspreider van het boeddhisme en die zich richt op de pacificatie van allen die in het (Chinese) Rijk leven. Guan Yu werd tevens gesyncretiseerd met koning Gesar.

## Het Chinese protectoraat over Tibet

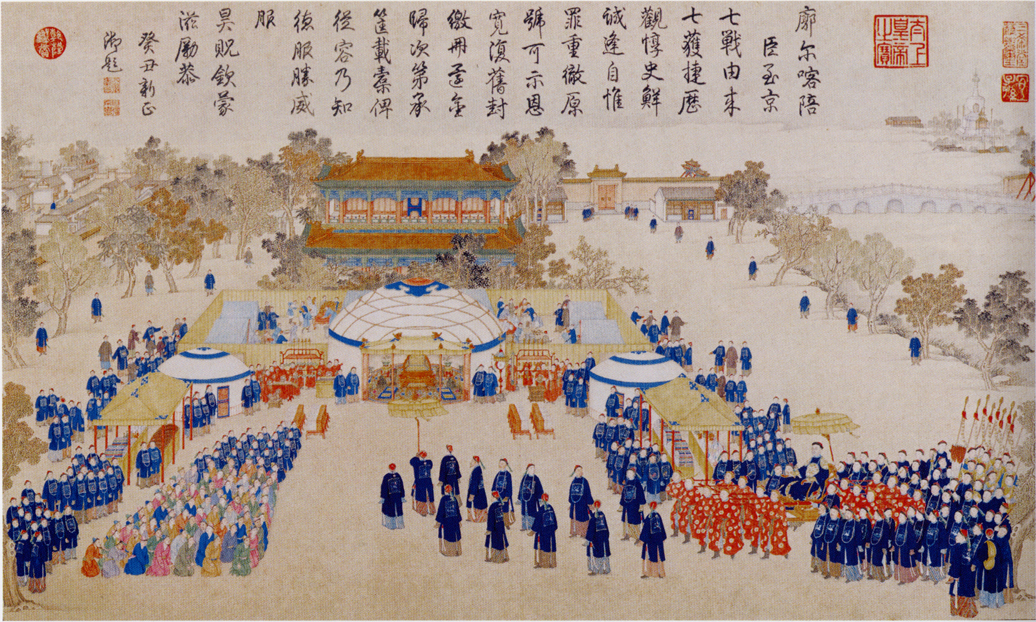
Banket aan het hof van Qianlong bij de viering van de overwinning op het Nepalese leger in 1793

Vanaf 1720 was Tibet feitelijk een Chinees protectoraat geworden. In 1747 overleed Polhanas, de belangrijkste Tibetaanse bestuurder die het uitstekend met Qianlong kon vinden. Hij werd opgevolgd door zijn zoon Gyurme Namgyal. De Chinese ambans, de vertegenwoordigers van het keizerlijk gezag in Tibet, verdachten hem – terecht – van pogingen een eind te willen maken aan het Chinese gezag in Centraal-Tibet en daarvoor een alliantie met de Dzjoengaren te ambiëren. Qianlong had het Chinese garnizoen in Lhasa tot slechts vijftig man gereduceerd. De keizer nam ook de dringende berichten van de beide ambans over de houding van Gyurme Namgyal niet serieus genoeg en liet weten dat de ambans maar naar eigen bewind van zaken moeten handelen. De ambans zagen in die situatie geen andere oplossing dan Gyurme Namgyal in 1750 te vermoorden. In de volkswoede die hierop volgde werden de beide ambans en een deel van de Chinese gemeenschap in Lhasa gelyncht. Hoewel de opstand door overige leden van de regering van Tibet snel werd onderdrukt, arriveerde er enige tijd later weer een groter Chinees leger. Qianlong was buitengewoon kwaad, dat hij de kosten voor deze militaire interventie  moest maken. De keizer formuleerde het plan om Centraal-Tibet onder direct en rechtstreeks bestuur van de Mantsjoes te plaatsen en van Lhasa een stad in Chinese stijl te maken. Dat zou de positie van Centraal-Tibet veranderen van een protectoraat in een kolonie.
Zijn jeugdvriend Rölpe Dorje was de belangrijkste tegenstander van dit voornemen aan het hof. Op basis van de vriendschapsrelatie tijdens hun jeugd kreeg hij de mogelijkheid een alternatief te formuleren, dat uiteindelijk door Qianlong werd geaccepteerd. Op basis van dat alternatief werd besloten dat voortaan de dalai lama het hoofd van de Tibetaanse regering zou zijn, ondersteund door een kabinet van Tibetaanse ministers (de kashag) onder een vorm van supervisie door twee Chinese ambans. Dit is de situatie die tot 1911 heeft gefunctioneerd met de kanttekening dat het tot begin twintigste eeuw zou duren voordat er weer een dalai lama werkelijk bestuurlijke macht kon uitoefenen.
In 1788 en 1791 vonden er twee invasies in Tibet door de gurkha's plaats. De interventie van een omvangrijk Chinees leger van circa 20.000 soldaten was noodzakelijk om de gurkha's het land weer uit te drijven. Het Chinese leger achtervolgde het Nepalese leger tot in de directe omgeving van Kathmandu, waar het zich uiteindelijk overgaf. Nepal werd gedwongen een vernederend vredesverdrag te sluiten, waarbij het ook de bevoorrechte handelspositie in Tibet verloor. Het Chinese garnizoen in Tibet werd weer tot 3000 soldaten uitgebreid. Een van de bepalingen uit het verdrag was, dat Nepal tribuutplichtig aan China werd. Eén maal per vijf jaar zou er vanuit Nepal een missie naar Peking reizen. Ruim zestig jaar later zou Nepal in de Tibetaans-Nepalese Oorlog wraak nemen voor de vernedering. China is dan door de Taipingopstand niet meer in staat militair te interveniëren. 

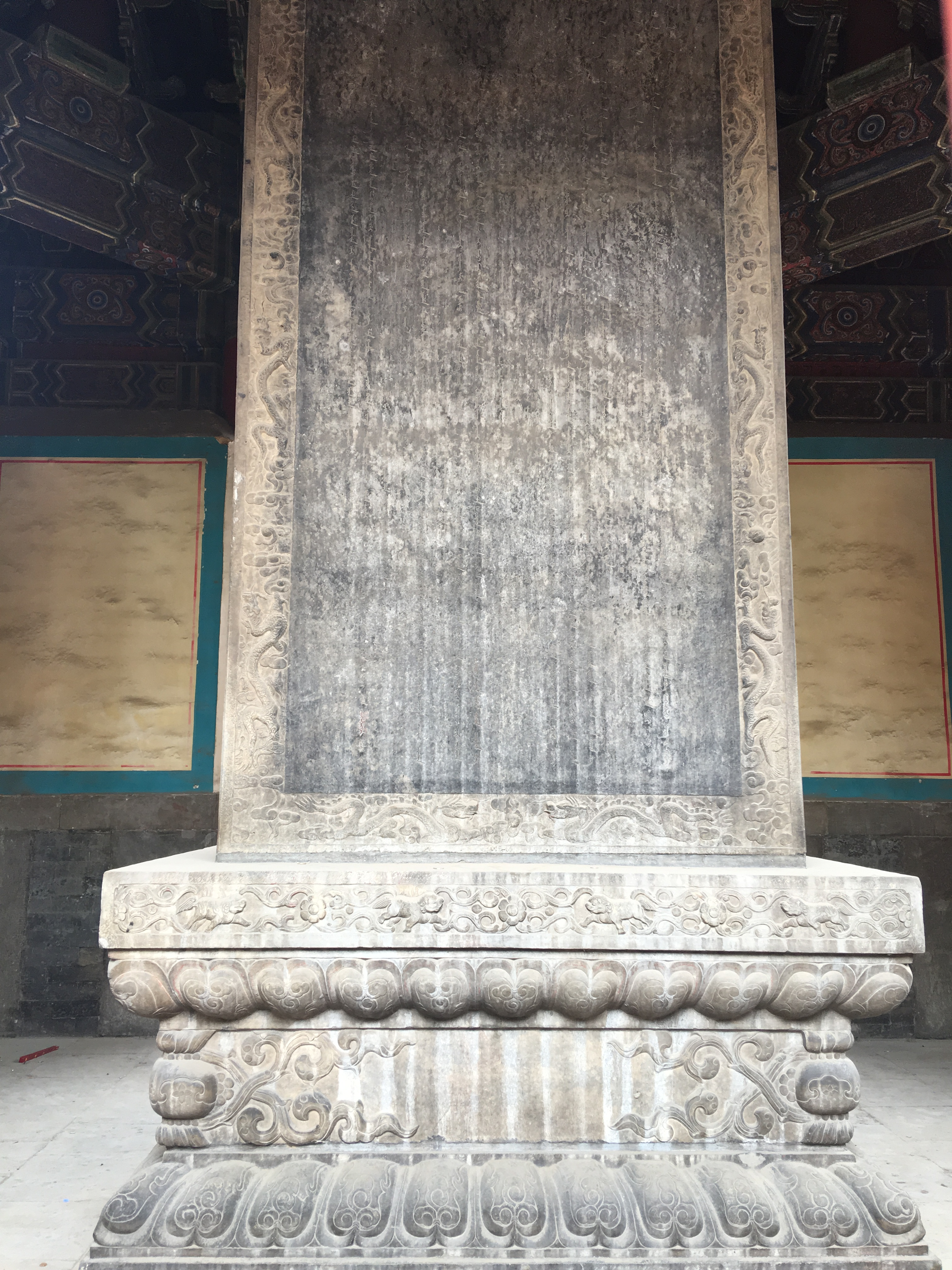
De verklaring over de gouden urn is in vier talen gebeiteld op een stele in de Yonghetempel in Peking. Hier de tekst in het Mantsjoe.

Meer in het algemeen was Qianlong van opvatting dat het ontstaan van het conflict met Nepal in 1788 en het onvermogen van de  autoriteiten in Tibet weerstand te bieden in belangrijke mate te wijten was aan het ontstane nepotisme in de selectie van de hoge tulkus. Op basis van die opvatting vaardigde hij de Proclamatie van 29 maatregelen voor een Beter en meer Efficiënt Bestuur van Tibet uit. De belangrijkste maatregel was dat voortaan de belangrijkste tulku’ s van de dominante gelugtraditie, zoals de dalai lama en de panchen lama geselecteerd zouden worden door een loterijprocedure die bekend staat als de gouden urn.
Qianlong portretteert zichzelf in de proclamatie als een eminent historicus en bestuurder. Hij verklaart openlijk dat de Qing-keizers de gelugtraditie alleen overeind houden om de Mongolen te pacificeren. Hij traceert de verhouding tussen de keizers en Tibet terug naar de Yuan-dynastie. Hij merkt echter op dat de Qing-keizers, anders dan bij de Yuan, nooit principes van rechtvaardigheid hebben laten varen om de monniken maar te plezieren Volgens de keizer had de boeddhistische hiërarchie in Tibet gedurende de Yuan-periode te veel pretenties, zodat sommigen zelfs dachten dat hun bevelen evenveel waard waren als die van de keizer. Hij portretteert zichzelf ook als een groot geleerde in het Tibetaans boeddhisme, die hier meer van af weet dan welke lama ook. Hij verdedigt zich ook tegen de aanhangers van Confucius in zijn administratie, die hem kennelijk kwalijk genomen hadden dat hij barbaarse tradities was gaan studeren. Qianlong schrijft dat hij dit vooral heeft gedaan om duidelijk te kunnen motiveren waarom hij lama's die vooral moeilijkheden geven straft met executie

## De verovering van het westen

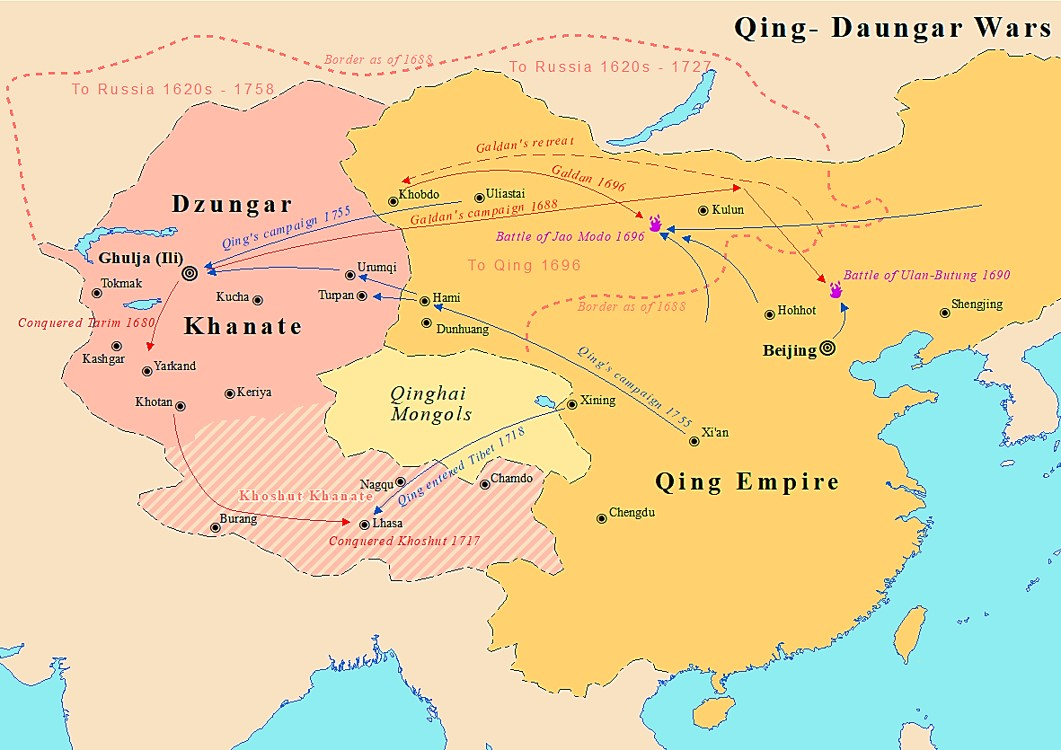
Overzicht van veldtochten van de Qing tegen de Dzoengaren

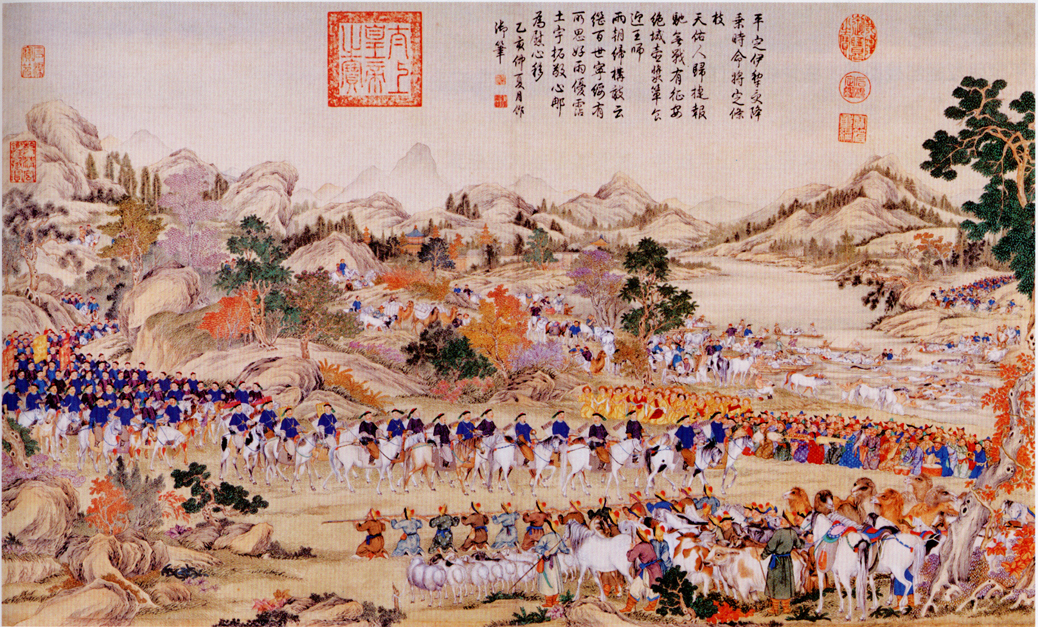
De overgave van de laatste strijdmacht van de Dzoengaren in 1755

Omvang van het Chinese rijk na de val van de Dzjoengaren

De Mantsjoes hadden vanaf eind zeventiende eeuw de Mongoolse stam van de Dzjoengaren als de ernstigste bedreiging voor de veiligheid van het rijk beschouwd. Hun stamhoofd in die periode Galdan, (1644-1697) wordt beschouwd als de laatste Mongoolse leider die de ambitie nastreefde een nieuw groot Mongools Rijk te stichten dat zijn basis zou hebben in Centraal-Azië. Kangxi had tussen 1690 en 1697 vier militaire campagnes uitgevoerd tegen Galdan. De laatste eindigde met de dood van Galdan. De  macht van het kanaat was echter niet gebroken. In 1729 besloot Yongzheng tot een agressieve campagne, gericht op de vernietiging van de Dzjoengaarse staat. In 1731 werd  het Chinese leger met een aantal Mongoolse bondgenoten nabij Khobdo vrijwel geheel door de Dzjoengaren vernietigd.
Qianlong was bereid een wapenstilstand met de Dzjoengaren te sluiten. Hierbij kwam uiteindelijk een gemarkeerde grens tot stand. Regelmatige handelsmissies van de Dzjoengaren naar China werden mogelijk en spirituele missies naar Tibet over Chinees grondgebied werden toegestaan via de route over Xining. Na het tekenen van de wapenstilstand brak een periode van vijftien jaar aan, waarin de economieën van Dzjoengarije en China sterk op elkaar betrokken raakten. Voor Qianlong was een nevenschikkend doel dan ook de Dzjoengaren via deze handelscontacten te "transformeren" naar "een vorm van hogere beschaving".
Historici zijn het erover eens, dat Qianlong in deze periode een poging ondernam om tot een vorm van co-existentie met het kanaat van Dzjoengarije te komen. Het was dan ook om die reden, dat hij alle klachten van ambtenaren - waarvan vele terecht - over in omvang veel grotere missies dan afgesproken, het in de praktijk aan de grenssteden ieder jaar ontvangen van een missie en excessieve prijzen naast zich neerlegde.
Na 1750 verviel het kanaat echter in een staat van chaos en anarchie en iedere achtereenvolgende leider van het kanaat werd door rivaliserende facties vermoord. De laatste leider van de Dzjoengaren, Amursana, trachtte een opstand onder de Khalkha's in Mongolië te organiseren. Qianlong zag in de ontwikkeling zijn kans om datgene uit te voeren, waar zijn vader Yongzheng in de jaren rond 1730 niet in was geslaagd, namelijk het verkrijgen van de volstrekte controle over het gebied van het kanaat. In 1755 is de finale nederlaag van de Dzjoengaren een feit en werd het gebied bezet. Ook het door de Dzjoengaren voor een groot deel beheerste islamitische Tarimbekken werd bezet. Een effect van de toevoeging van dat deel aan het rijk was een aanzienlijke toename van de omvang van de islam in China. Na de finale nederlaag van de Dzjoengaren werd in het noorden van het huidige  Sinkiang tot 1757 een massamoord op het resterende deel van het volk uitgevoerd. Het ontvolkte gebied werd in de decennia daarna opnieuw bevolkt door nieuwe kolonisten die zich met staatssteun daar konden vestigen. Han-Chinezen die zich als boer vestigden, Hui, Mantsjoes en landbouwers uit de oasesteden van het Tarimbekken. Daarnaast werd dit noordelijk deel gebruikt voor de vestiging van garnizoenen en als strafkolonie.
De annexatie van het gebied stuitte op hevige oppositie van een aanzienlijk deel van de Chinese intellectuele elite. Er waren alleen tijdens de Han-dynastie (206 v.Chr. – 220 n.Chr.) en de Tang-dynastie (618–907) enkele perioden geweest dat het Tarimbekken onderdeel van het rijk was geweest. Het noordelijk deel van Sinkiang was dat nooit geweest. Dat deel van de Chinese elite had de overtuiging dat het toevoegen van gebieden die wezensvreemd aan de Chinese cultuur waren niet diende te gebeuren. Zij maakten ook de – achteraf correcte – conclusie dat de stelling van Qianlong dat het gebied zelf de kosten voor de investeringen zou kunnen opbrengen onjuist zou blijken te zijn. Qianlong zag het echter als een historische missie van de Qing om zodanig veilige grenzen voor het Chinese rijk te waarborgen, dat nooit meer een Mongoolse federatie die zou kunnen bedreigen.

### De terugkeer van de Torgut

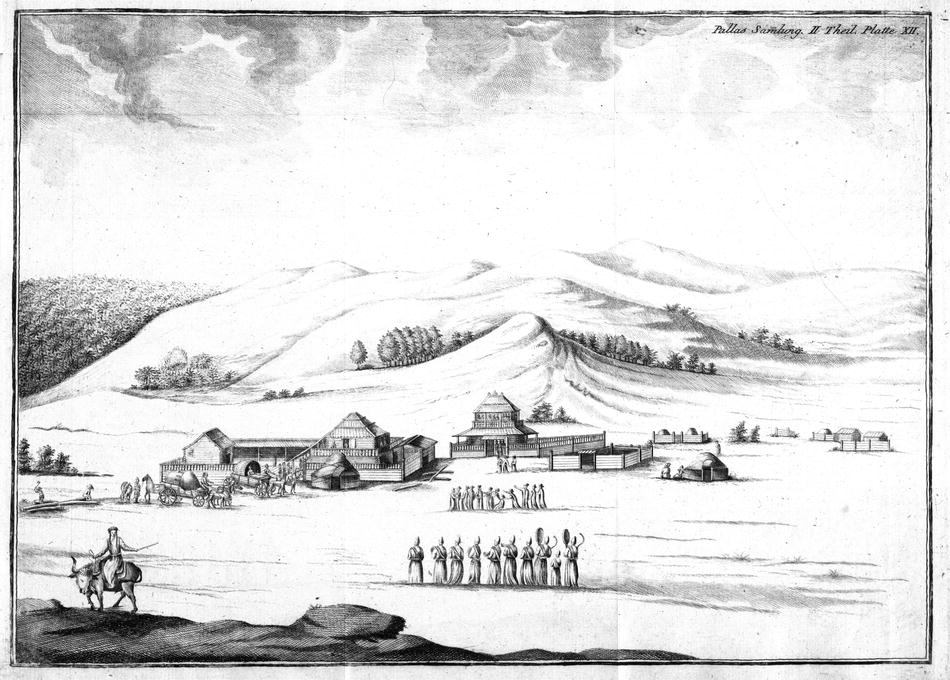
Kamp van de Torgut in de Wolgadelta

De Torgut was een Mongoolse stam, die onderdeel was van de federatie van de Oirat-Mongolen, waarin de Dzjoengaren de belangrijkste machtsfactor waren. In 1630 besloot de vrijwel gehele stam van de Torgut te migreren naar het gebied van de Wolgadelta en werd daarbij gevolgd door een aanzienlijk deel van de Dörbet en een kleiner deel van de Khoshut. Er was duidelijk onvrede onder de Oirat-stammen over de pogingen die Khara Khula (overleden 1635) van de stam van de Dzjoengaren ondernam om de gehele politieke en militaire controle van de stamfederatie te verkrijgen. Een andere reden lag waarschijnlijk ook in de wens om niet betwist weidegebied te verkrijgen. Het gebied van de Torgut werd steeds verder ingeklemd door toenemende invloed van Russen in het noorden, de Kazachen in het zuiden en dat van Dzjoengaren in het oosten.

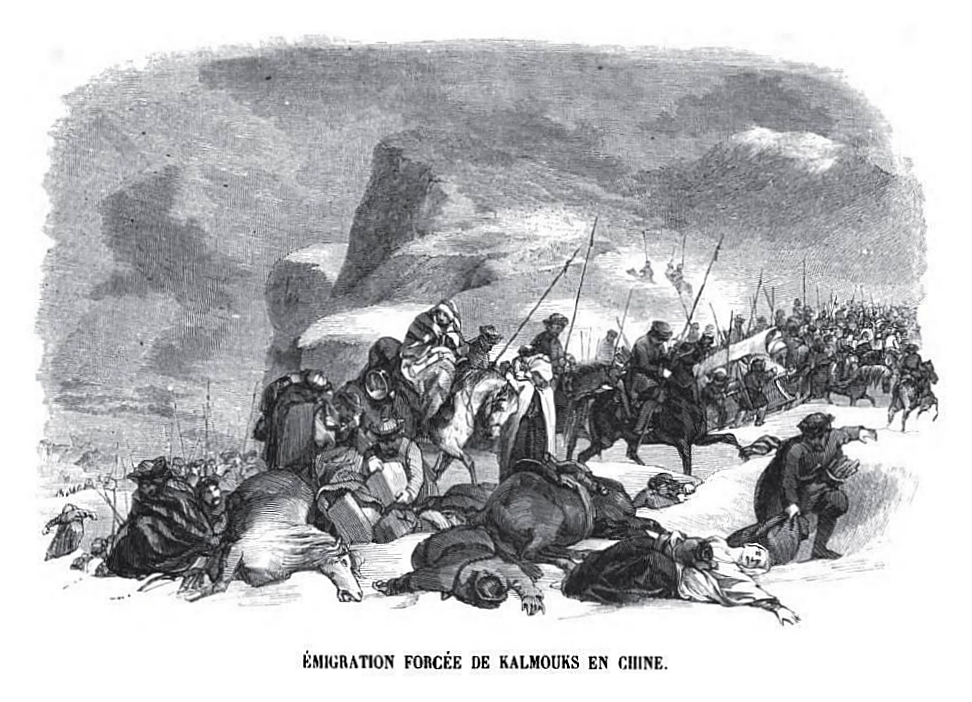
De terugtocht van de Torgut; Franse gravure uit 1845

Vanaf het midden van de achttiende eeuw begon hun situatie in de Wolgadelta ernstig te verslechteren. Eind 1770 werd door de elite van de Torgut de beslissing genomen voor de terugkeer. Het totaal aantal vertrekkende Torgut wordt geschat op ongeveer 170.000 mensen. Gedurende het eerste deel van de terugtocht dienden zij aanvallen af te slaan van Kozakken, Basjkieren en ook Russische troepen. In juni arriveerde men bij het Balkashmeer. Hier werden zij aangevallen door de traditionele vijanden van de Oirat-Mongolen, de Kazachen. Tegen de tijd dat men bij de rivier de Ili arriveerde aan de grens van door de Qing-dynastie beheerst gebied, waren nog slechts 70.000 Torgut in leven en 100.000 omgekomen.
De Chinese grenscommandanten waren zeer terughoudend in het toelaten van de vluchtelingen. Zij ontvingen eisen van Russische delegaties, die wezen op bepalingen in het verdrag van Kjachta van 1727 tussen beide landen. In dat verdrag was vastgelegd dat beide landen groepen vluchtelingen niet zouden accepteren en uitwijzen naar hun oorspronkelijke woon- of verblijfplaats. Een tweede reden was, dat onder de vluchtelingen ook enkele groepen Dzjoengaren aanwezig waren, die nog voor Amursana, de laatste heerser van het kanaat van Dzjoengarij hadden gevochten in de laatste militaire confrontatie met de Qing-dynastie.
Qianlong legde deze en andere  bezwaren naast zich neer. Hij zag in de terugkeer van de Torgut een geweldige propagandatriomf. Hij beval de commandanten noodvoorraden en tijdelijke huisvesting ter beschikking te stellen. Qianlong ontving de leiders van de Torgut in het zomerpaleis in Chengde en gaf die plechtige titels en fraaie geschenken. Hij beloofde de Torgut de mogelijkheid onbeperkt spirituele missies over Chinees grondgebied naar Tibet te kunnen zenden. In de Chinese geschiedschrijving wordt de vrijwillige terugkeer  van de Torgut beschreven als het begin van de unificatie van de verschillende volkeren in de Chinese natiestaat. Qianlong liet een aantal steles oprichten waarop teksten gebeiteld werden met noties, dat er geen Mongoolse stam meer bestaat, die nu geen onderdaan is van de Qing en de Westelijke regio's zijn nu definitief vastgelegd, zullen eeuwige vrede hebben en floreren.
De Torgut hadden waarschijnlijk verwacht na hun terugkeer hun nomadische bestaan te kunnen voortzetten in hun voormalige woongebied. De werkelijkheid was anders. De Torgut werden verdeeld in tien  vendels, kleinere territoriale eenheden en verspreid over het gehele noorden van het toenmalige Chinese rijk. Zij werden vaak gedwongen het nomadische bestaan op te geven en zich op een boerenbestaan te richten.

## De relaties met Europa
De enige diplomatieke contacten met een Europees land waren enkele incidentele bezoeken van Chinese functionarissen aan Sint-Petersburg. In het verdrag van Kjachta van 1727 was vastgelegd dat Rusland en China een kanaal moesten hebben voor diplomatiek verkeer. Voor relatief eenvoudige niet al te politiek beladen boodschappen werd de Russisch-orthodoxe missie in Peking gebruikt. De Russische priesters gaven ook onderwijs in het Russisch aan enkele tientallen Mantsjoes uit het vendelsysteem. In de periode van Qianlong  ontwikkelde zich een door beide partijen ontwikkeld grensprotocol. Tot 1760 kwamen er iedere twee jaar nog Russische karavanen in Peking aan. Daarna werd de handel voor het grootste deel uitgevoerd in de stad Kjachta.

### Missie van de jezuïeten

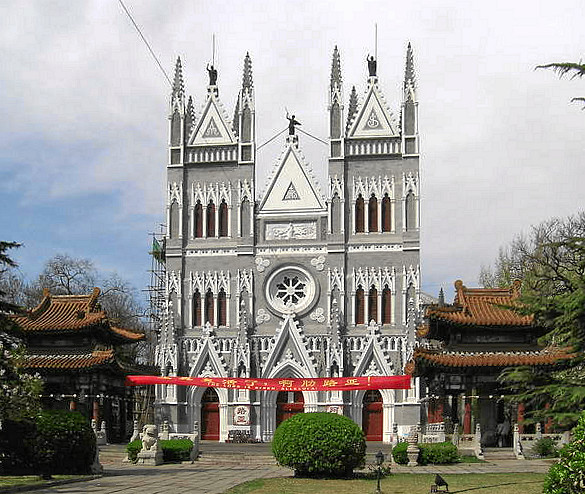
De in 1703 door de missie gestichte Christus de Verlosserkerk in Peking

Sinds de periode van de late Ming-dynastie was er een missie van de jezuïeten in China aanwezig. De missie wist de chaotische overgangsperiode naar de Qing redelijk ongestoord door te komen. In 1724 verbood Yongzheng de uitoefening van het christendom in het land. Alle missionarissen, behalve degenen die aan het hof werkten, werden verbannen naar Kanton en Macau. Afgezien van enkele lokale acties op provinciaal niveau volgden er echter geen grote vervolgingen van Chinese christenen of zoektochten naar missionarissen die zich illegaal in de provincies trachtten te handhaven. Nieuwe missionarissen slaagden er ook steeds in het land weer in te komen. Het katholicisme in het land wist in de rest van de achttiende eeuw te overleven dankzij een inmiddels aanwezige Chinese geestelijkheid.
De enige vervolging van enige omvang vond plaats in de periode van Qianlong. In 1784-1785 werd een aantal  franciscanen gearresteerd die verdacht werden van het steunen van een islamitische opstand in Gansu. Dit leidde wel tot een zoektocht naar missionarissen in de provincies. Die gevonden missionarissen werden verbannen naar Ili in het uiterste westen van het land of naar Peking gedeporteerd, waar ze tot een levenslange gevangenschap werden veroordeeld. Tien van de missionarissen overleden kort na aanvang van die gevangenschap. Nadat het duidelijk was dat er geen relatie had bestaan met de islamitische opstand werden de nog resterende 14 missionarissen uit de gevangenschap ontslagen en konden naar Macau vertrekken. Aan het hof van Qianlong in Peking was er  nog wel sprake van een rooms-katholieke aanwezigheid. Hier nog aanwezige jezuïeten waren in toenemende mate lekenbroeders met een functie als expert aan het hof zoals de schilder Giuseppe Castiglione.

### Kantonsysteem

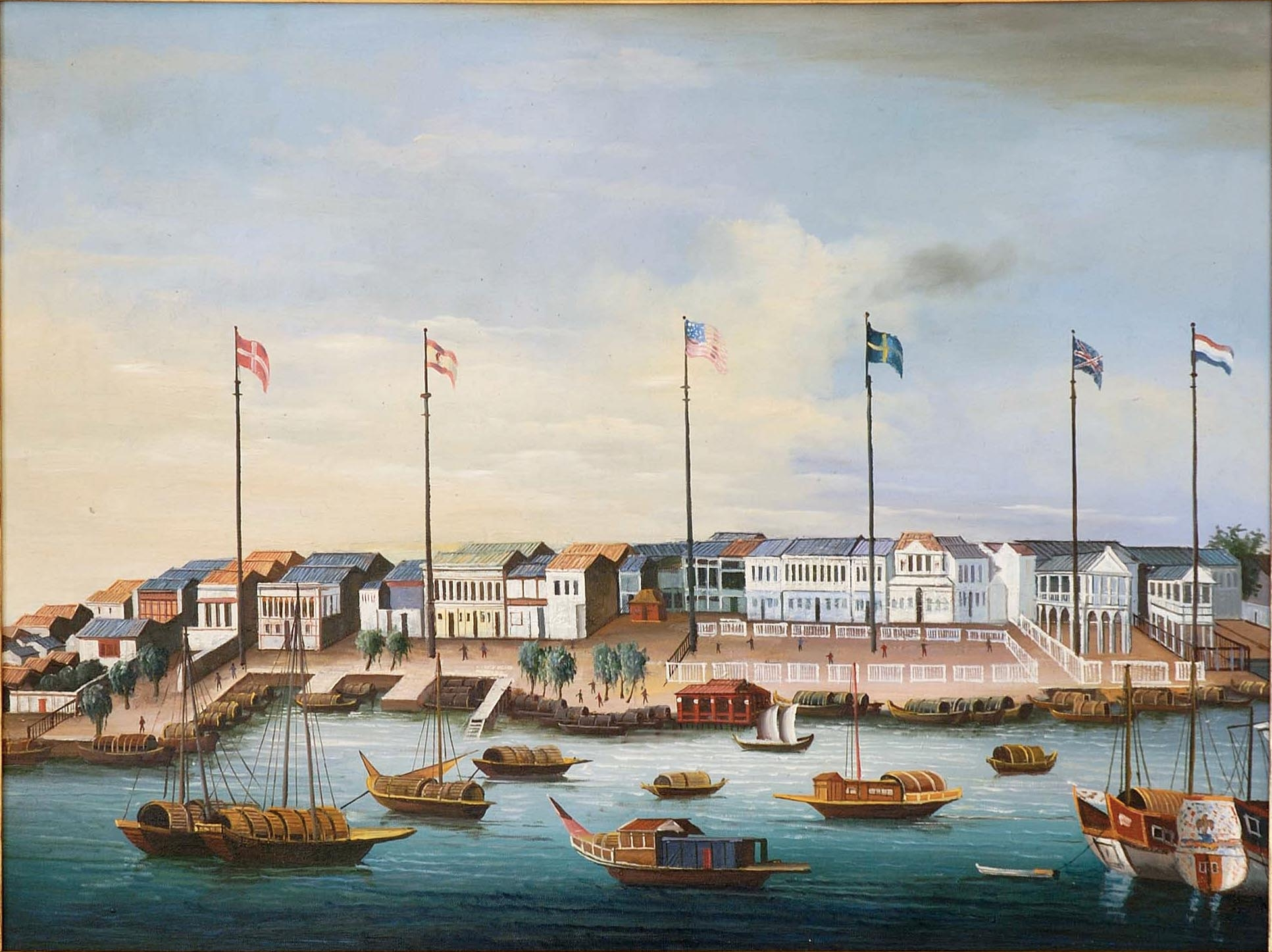
De Dertien Factorijen in Kanton met de handelsposten van Denemarken, Spanje, de Verenigde Staten, Zweden, het Verenigd Koninkrijk en Nederland.

Na het bedwingen van de opstand van de Drie Leengoederen in met name de zuidoostelijke kustprovincies had  Kangxi de opening van een groot aantal havens voor de intra-Aziatische handel geproclameerd en opende daar douanekantoren om belasting te heffen. Vier van die havens werden geopend voor Europese handelaren. De belangrijkste daarvan was Kanton.
Enkele Britse handelaren trachtten echter betere handelsvoorwaarden te verkrijgen in meer noordelijk gelegen  havensteden. Om het handelsvolume van Kanton te handhaven en de wijze van handel met buitenlandse schepen verder te systematiseren vaardigde de Qianlong in 1757 een decreet uit waarin werd bepaald dat Kanton de enige havenstad zou worden waar buitenlandse handelaren werden toegelaten. Dit systeem zou tot 1842 functioneren. Het Kantonsysteem leverde echter nauwelijks strategische goederen waaraan in China behoefte bestond. In de eerste decennia van het Kantonsysteem werden de Europese handelaren – totdat opium het dominante artikel werd – slechts als zeer inhalig maar zeker niet als gevaarlijk en bedreigend gezien. Het systeem was in de eerste decennia voor het Chinese hof in strategisch opzicht een marginaal verschijnsel aan de periferie.

### Diplomatieke missies

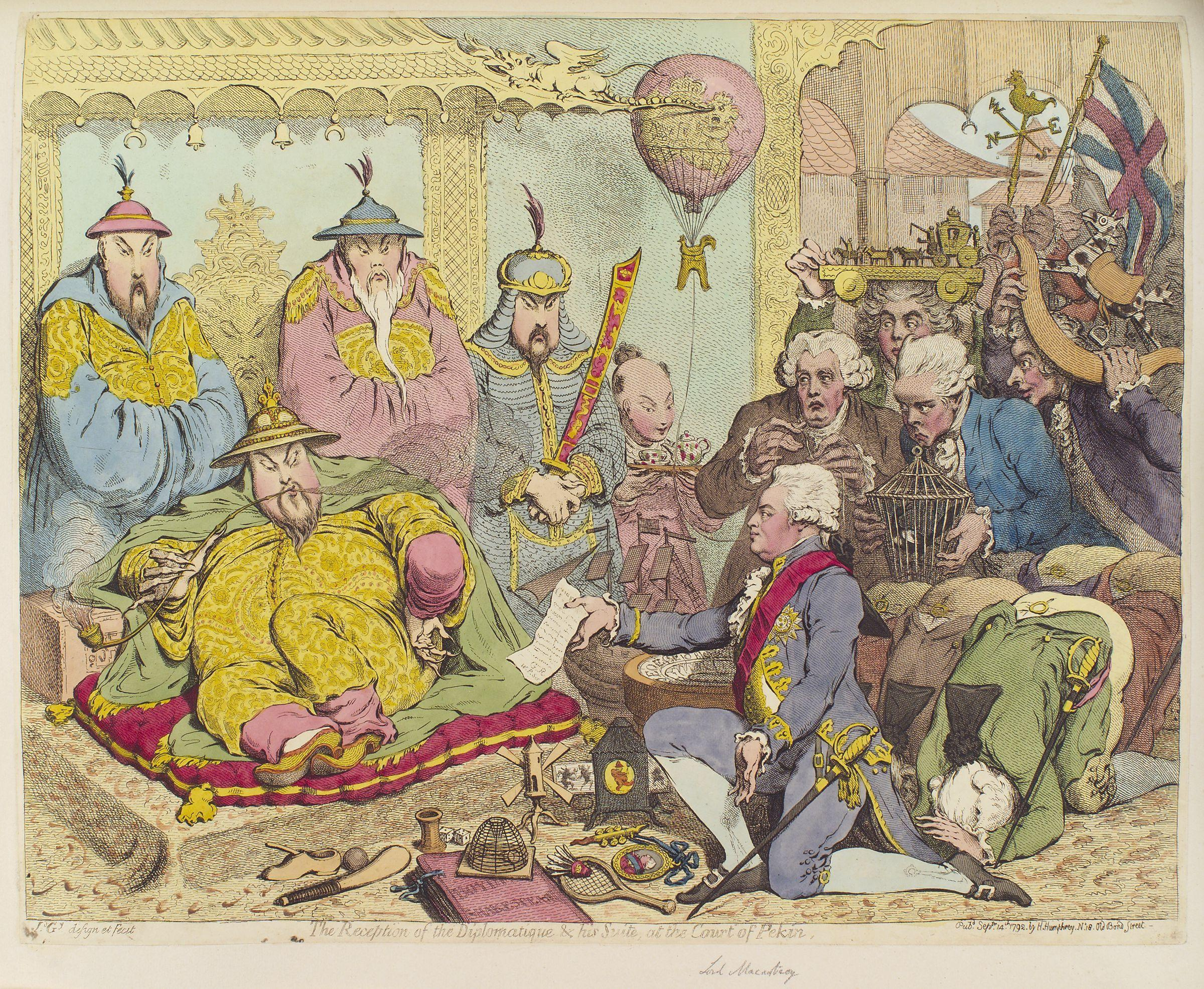
Spotprent over de ontvangst van Macartney bij Qianlong

Aan het eind van de periode van Qianlong poogde met name het Verenigd Koninkrijk te komen tot diplomatieke contacten met China die vergelijkbaar zouden zijn met de contacten tussen Europese naties. In juni 1793 arriveerde de missie van 
George Macartney in Macau en kreeg toestemming voor een bezoek aan Qianlong. De missie had de opdracht om te pleiten voor verruiming van de handelsmogelijkheden en het kunnen vestigen van een permanent in Peking aanwezige Britse diplomatieke vertegenwoordiging.
Er waren protocollaire problemen, vooral omdat de door de keizer te ontvangen leden van de delegatie weigerden de traditionele kowtow voor Qianlong te maken. De mislukking van de missie was overigens niet daaraan te wijten. Uiteindelijk werden zij toch ontvangen door de keizer. De missie mislukte omdat duidelijk werd gemaakt dat het rijk niet geïnteresseerd was in de goederen die vanuit Europa geleverd konden worden en er geen sprake kon zijn van een evenwaardige diplomatieke relatie..
Andreas Everardus van Braam Houckgeest, het hoofd van de factorij van de VOC in Kanton stelde kort na de mislukking van de Britse missie voor een Nederlands gezantschap te zenden om Qianlong geluk te wensen ter gelegenheid van de viering van zijn  60-jarig regeerperiode. Van Braam Houckgeest en Amerikaans staatsburger had het idee zelf de vertegenwoordiger van stadhouder Willem V te zijn. Het was dan ook een teleurstelling dat Isaac Titsingh tot leider van het gezantschap werd benoemd.
Eind november 1794 vertrok het gezantschap uit Kanton en bereikte na een barre tocht op 11 januari 1795 Peking. Het gezantschap had de volgende dag al een ontmoeting met Qianlong. De Nederlanders voerden alle protocollaire handelingen uit, inclusief die van de kowtow. Qianlong sprak slechts enkele woorden tot het gezantschap. Het gezantschap zou nog een maand in Peking blijven en zou buiten een audiëntie waar vele anderen bij betrokken waren Qianlong verder alleen nog van grote afstand zien op enkele feesten en bij processies. Het gezantschap kreeg nog wel een brief mee voor de stadhouder die afsluit met Prins, bewaar een eeuwige herinnering aan onze weldaden en wijd je indachtig hetgeen Wij voor jou doen aan een zorgvuldig en rechtvaardig bestuur over jouw volk; dat is wat Wij jou opdragen.  Stadhouder Willem V was inmiddels naar Engeland gevlucht en in Nederland opgevolgd door de Bataafse Republiek. 
..

## Tekenen van verval
Een aantal westerse historici hebben betoogd dat de gemiddelde levensstandaard tijdens het grootste deel van de periode van Qianlong in China hoger was dan in West-Europa. Dat wordt onder meer afgeleid uit cijfers van consumptie van op zich niet essentiële zaken als bijvoorbeeld suiker dat in China per hoofd van de bevolking aanzienlijk hoger was. Het is echter onomstreden dat al aan het eind van de achttiende eeuw duidelijke signalen van falen van het systeem waarneembaar zijn.

### De rol van Heshen

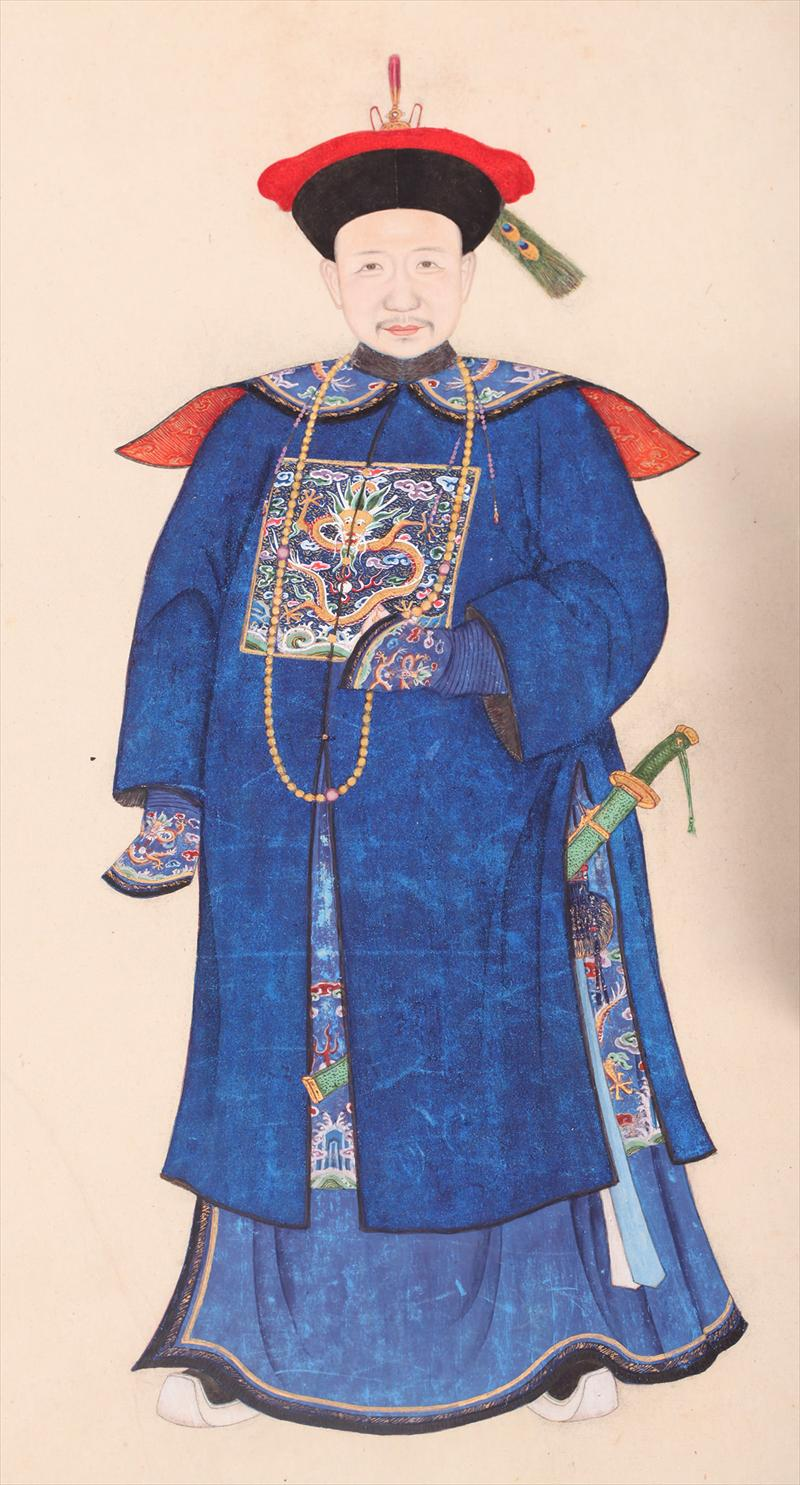
Heshen

Vanaf 1780 wist een vertrouweling van Qianlong, Heshen, een ongekende machtspositie te bereiken. Heshen was de zoon van een officier binnen het vendelsysteem. Vanaf 1772 diende hij als paleiswacht. In 1775 trok hij de aandacht van Qianlong. Over die gebeurtenis worden in de geschiedschrijving meerdere versies verteld. De meest voorkomende versie is dat Qianlong in Heshen een gelijkenis meende te herkennen met het uiterlijk van een dame met wie  hij in zijn jeugd een relatie had. Qianlong benoemde Heshen binnen twee jaar op meer dan twintig  belangrijke functies in de bureaucratie, zoals die van het ministerie dat verantwoordelijk was voor de belastinginning,Groot Kanselier van het Strategisch Bureau en de Dienst verantwoordelijk voor het management van de keizerlijke hofhouding. In 1780 huwde zijn zoon de favoriete dochter van Qianlong waarmee beide families met elkaar werden verbonden.
In zijn functies had Heshen onbeperkte toegang tot de keizer en wist een enorme invloed op hem uit te oefenen. Systematisch wist hij de gunsten van de keizer voor zijn eigen voordeel te benutten. Heshen creëerde een immens netwerk van patronage en cliëntelisme. Hij creëerde op alle niveaus van de administratie en bestuur vormen van afpersing, corruptie en verduistering. Er kon in het rijk nauwelijks een benoeming tot een functie bij de overheid plaatsvinden zonder een bijdrage aan het netwerk van Heshen. Dat betekende dan ook dat kritische taken van de overheid steeds minder werden uitgevoerd. Naast de reguliere bestuurlijke organisatie had de Qing-dynastie een aantal overheidsorganen gecreëerd, die belast waren met taken zoals het onderhoud aan de infrastructuur rond de Gele Rivier, het Grote Kanaal, de productie en distributie van graan en zout. Enorme sommen die bestemd waren voor die taken kwamen via patronage bij Heshen terecht.

### Effecten bevolkingsgroei
Tijdens eerdere perioden van de dynastie had territoriale expansie, de introductie van nieuwe gewassen uit de Nieuwe Wereld zoals de aardappel en mais en vooral het in cultuur brengen van nog onontgonnen gebieden de bevolkingsgroei nog kunnen opvangen. Aan het eind van de periode van Qianlong was dat niet meer het geval.
De steeds toenemende bevolkingsgroei ging in een aantal gebieden een grote demografische druk veroorzaken. Grond, die voorheen als marginaal werd beschouwd, werd getracht te ontginnen en raakte meer bevolkt. Groepen uit meer bevolkte gebieden migreerden in toenemende mate naar minder bevolkte gebieden. Vooral in de landbouwgebieden in het zuiden ontstonden vanaf eind achttiende eeuw grote spanningen tussen de oorspronkelijke bevolking en Han-migranten en tussen eerder en later gearriveerde migranten. Vooral in beboste heuvel- en berggebieden was sprake van roofbouw en erosie met een steeds instabieler wordende economie als gevolg. Aan het eind van de periode van Qianlong begon een trend van verlaging  van de gemiddelde levensstandaard. Dat uitte zich bijvoorbeeld in een toenemend percentage vrijgezellen onder de mannelijke bevolking, die er niet in slaagden een echtgenote te vinden en zelfstandig een huishouden te gaan voeren.
In 1794 brak als gevolg van verslechterende economische omstandigheden in het grensgebied van Hunan, Sichuan en Shaanxi de opstand van de Witte Lotus uit. Corruptie bij de legerleiding was een belangrijke oorzaak dat de opstand pas tijdens de periode van Jiaqing beëindigd werd. De opstand van de Witte Lotus wordt door historici ook als een belangrijk omslagpunt in de geschiedenis van de Qing gezien. De dynastie had voor het eerst de controle over haar eigen troepenmacht verloren.

### Toename literati

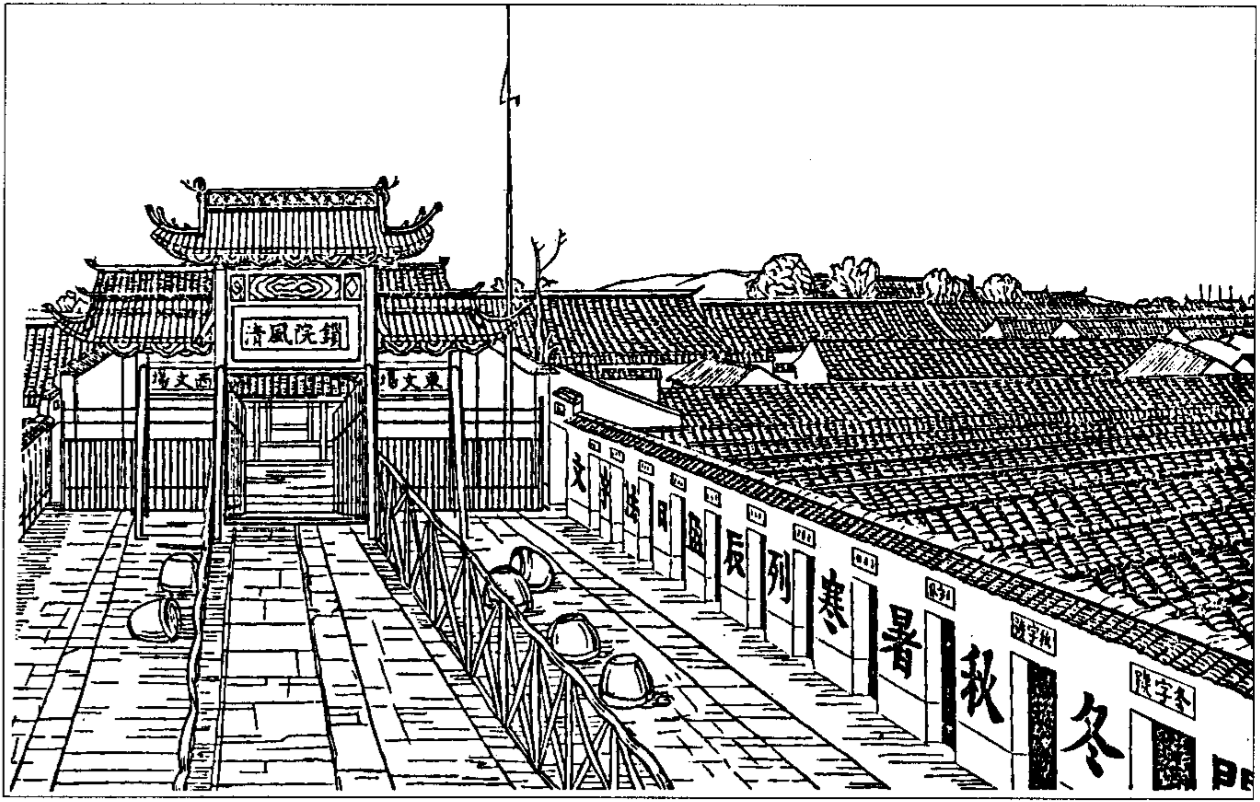
De ingang tot de hal van het examengebouw in Nanking. Hier werden examens met 10.000 kandidaten tegelijkertijd afgenomen

Een andere indicatie van toenemende spanningen in het systeem was het aantal literati dat het laagste niveau van het Chinees examenstelsel had behaald. Aan het eind van de periode van Qianlong waren er ongeveer 1.000.0000 daarvan, ondanks het feit dat er  quota waren geïntroduceerd om de groei af te remmen. Het doel van een dergelijke opleiding was het gaan bekleden van een gesalarieerde bestuurspost. De toename van het aantal opgeleiden verhield zich echter niet met de ideologie van Qianlong van een kleine overheid. Het nagestreefde ideaal van een goedhartig bestuur verhinderde ook de beslissing om belastingen te verhogen en met die opbrengst het aantal gesalarieerden te verhogen. Er waren in 1800 ongeveer 20.000 bestuursposten te verdelen in het gehele land. Het totale bestand van afgestudeerden, inclusief de personen die ook de hoogste examens hadden afgelegd was 1.400.000. Gebrek aan voor hen zinvolle arbeid leidde vanaf begin negentiende eeuw tot het ontstaan van een aantal clubs en verenigingen waarin een provocatieve stijl van politiek voeren werd bedreven en de vorming van vele facties buiten de officiële bestuursorganen.

## Qianlong en de kunst

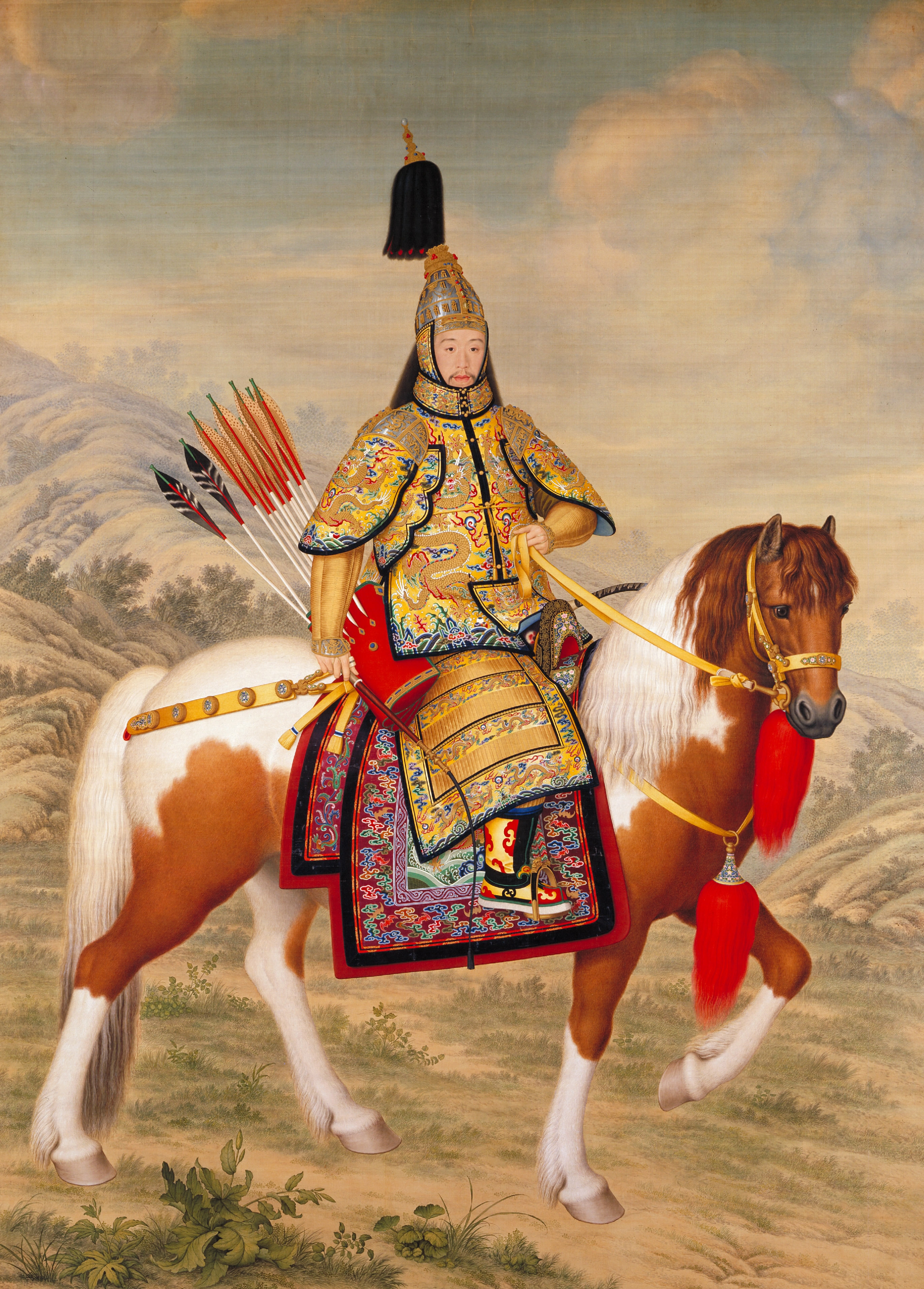
Qianlong schouwt de troepen van de vendels door Giuseppe Castiglione. Dit soort schilderijen werd aan het hof gewaardeerd vanwege het documentaire karakter. Die opvatting was afwezig in de Chinese schilderkunst

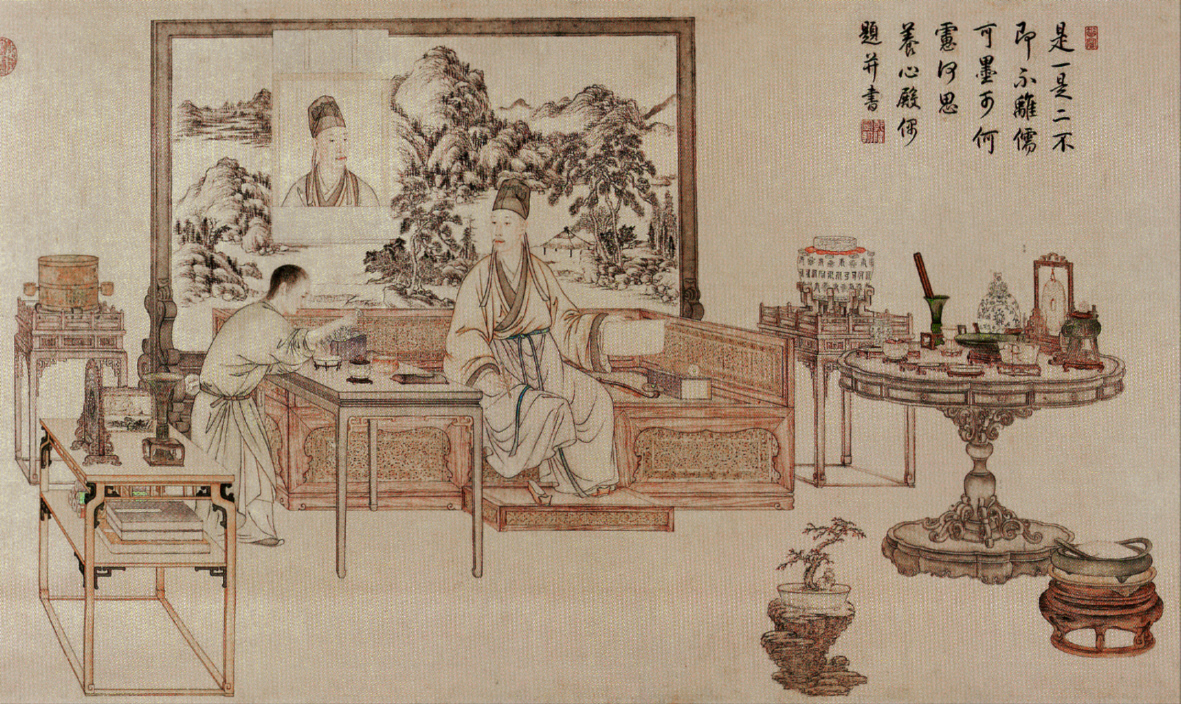
Qianlong bij een klein deel van zijn kunstverzameling

Tijdens zijn regeerperiode nam Qianlong het initiatief tot een op grote schaal uitgevoerde systematische inventarisatie van de kunstobjecten die aan het hof aanwezig waren. Het werk begon met een classificatie en catalogisering van de aanwezige schilderkunst en die op het gebied van de kalligrafie. Na de voltooiing hiervan volgden die op het gebied van inktsteen, voorwerpen van jade en die in brons. Het onderzoek verdeelde de objecten in verschillende klassen van kwaliteit. Op die wijze werd een enorme bron van kennis op het gebied van de kunsten opgebouwd.
Ook voor de objecten die Qianlong als zijn strikt persoonlijke bezit beschouwde liet hij catalogi maken. Als een verzameling op een gebied van de kunst na jaren weer sterk uitgebreid was, liet hij een geactualiseerde volgende druk verschijnen. Qianlong had de gewoonte om zijn commentaar op werken in zijn eigen verzamelingen op het werk zelf te schrijven en dat vaak ook nog van zijn zegel te voorzien. Op glaskunst liet hij dat op het voorwerp zelf graveren. Dat was niet uniek want dat was meer in het algemeen een gewoonte bij Chinese literati die kunst verzamelden. Latere kunsthistorici zijn wel vaak tot wanhoop gedreven, omdat het commentaar van Qianlong vaak uitgebreider was dan bij andere verzamelaars en ook op groter formaat aangebracht werd. 
In 1771 begon op bevel van Qianlong het werk aan het realiseren van een bibliografische catalogus van boeken. Het werd de Siku quanshu, (Complete geschriften in de vier kluizen [van de keizer]). Het moest een verzameling worden van het beste uit de Chinese literatuur.  De verzameling bevatte uiteindelijk 10.585 boeken. Hiervan werden 3461 werken volledig en handmatig gekopieerd (bij elkaar 2,3 miljoen pagina's) en geplaatst in de keizerlijke bibliotheek. De resterende werken werden samengevat en kwamen met samenvattingen van de volledig gekopieerde boeken terecht in de Siku quanshu zongmu tiyao (de Hoofdpunten aangaande de verzamelde titels van de complete geschriften uit de vier kluizen [van de keizer]). De oorspronkelijke vier exemplaren van de Siku quanshu werden opgeslagen in speciaal daarvoor gebouwde kluizen in de Verboden Stad, het Oude Zomerpaleis, het paleis van Mukden (de tweede hoofdstad, nu Shenyang) en in de zomerresidentie te Rehe (of Jehol, nu Chengde). In 1782 werden drie nieuwe exemplaren opgeslagen in de zuidelijke steden Hangzhou, Zhenjiang en Yangzhou. Er zijn vier van die exemplaren bewaard gebleven. Drie exemplaren van de Siku quanshu zijn vernietigd, die van Zhenjiang en Yangzhou gedurende de Taiping-opstand en het exemplaar uit het Oude Zomerpaleis door Brits-Franse troepen tijdens hun aanval op Peking in 1860. 
Keerzijde van de samenstelling van de Siku quanshu was de vervolging van een aantal personen die werden verdacht van anti-Mantsjoe gevoelens en de (definitieve) vernietiging van veel geschriften die vanuit een anti-Mantsjoe houding zouden zijn geschreven.
Qianlong schreef zelf enkele tienduizenden gedichten. De literaire kwaliteit daarvan wordt in de eenentwintigste eeuw als op zijn best matig beschouwd. Hij bracht ook veel tijd door met zelf kalligraferen. Ook de kwaliteit daarvan wordt nu als matig beschouwd.
Aan het hof waren een aantal Europese schilders aanwezig, waarvan Giuseppe Castiglione de bekendste is. In navolging van de Italiaanse renaissancemeesters legde hij de nadruk op kleur, licht en perspectief.Om aan de wensen van de keizer te voldoen deed Castiglione enkele concessies. Zo hield Qianlong niet van de sterke schaduwen zoals die gebruikelijk waren bij clair-obscur; hij vond deze op vuil lijken. Om een portret te kunnen maken zorgde Castiglione er derhalve voor dat er genoeg licht was, zodat schaduw in het gezicht zoveel mogelijk werd beperkt.
Castiglione en andere Europese schilders werden aan het hof gewaardeerd, omdat hun wijze van schilderen een vorm van verslaglegging en documentatie van bijvoorbeeld de keizer was die tot dan toe in China onbekend was. Er waren echter maar enkele Chinese schilders die gingen experimenteren  met perspectief. Dat er geen interesse ontstond voor hun werk lag niet aan een tekort in hun technisch kunnen op dat gebied, maar veel meer aan de conventionele artistieke smaak van het geletterde publiek.
Sinds de veertiende eeuw overheerste in de Chinese schilderkunst de Zuidelijke School. In deze stroming vond men dat een kunstenaar in de eerste plaats zijn eigen persoonlijke gevoelens – een beeld van zijn eigen innerlijke wereld – moest creëren, waaraan een natuurgetrouwe weergave van het onderwerp en de uiterlijke dingen ondergeschikt was. Veel literati zagen het gebruik van perspectief dan ook slechts als een kunstje, iets als een gimmick. De invloed van Castiglione en andere Europese hofschilders op de verdere ontwikkeling van de Chinese schilderkunst is dan ook zeer gering geweest.
Het begin van de ontwikkeling van de bekendste Chinese vorm van opera, de Peking-opera, was in 1791 ter gelegenheid van de tachtigste verjaardag van Qianlong. Een aantal kleinere theatergezelschappen uit de provincie Anhui voerde gezamenlijk een aantal voorstellingen uit. Die vorm ontwikkelde zich in enkele decennia tot de klassieke Peking-opera.